# Hur underlig är du i allt vad du gör
Hur underlig är du i allt vad du gör är en psalmsång av den kristne evangelisten Emil Gustafson (1862-1900) från 1886, tryckt samma år i den av honom utgivna tidningen Betlehemsstjärnan. Författaren var då 24 år gammal och märkt av sjukdom, vilket tvingat honom att avbryta sina lantbruksstudier. Troligen är det detta som får honom att utbrista i denna både undrande och trosvissa sång. Denna psalmtext publicerade han tillsammans med bibelcitatet "Guds vagnar äro mång tusen gånger tusen. Herren färdas på dem ur Psaltaren 68:18.
Sången har sex 4-radiga verser.
Melodin (F-dur, 4/4) trycktes först i "Musik till Hjärtesånger" 1895 och är kanske en folkmelodi, precis som många andra i den samlingen. I Zions Strängaspel är melodin satt i G-dur 6/8-dels takt för gitarr.

## Publicerad i
- Hjärtesånger 1895, som nr 146 under rubriken Stilla undergifvenhet och förtröstan
- Zions Strängaspel (10:e upplagan 1907), som nummer 118 under rubriken I pröfningens tid
- Samlingstoner 1922 som nr 105 under rubriken Trossånger
- Frälsningsarméns sångbok 1929 som nr 267 under rubriken Jubel, erfarenhet och vittnesbörd
- Musik till Frälsningsarméns sångbok 1930 som nr 267
- Segertoner 1930 som nr 167
- Segertoner 1960 som nr 167
- Frälsningsarméns sångbok 1968 som nr 295 under rubriken Jubel och tacksägelse.
- Den svenska psalmboken 1986 som nr 268 under rubriken Vaksamhet, kamp, prövning.
- Lova Herren 1988 som nr 504 under rubriken Guds barns tröst i kamp och prövning.